# Clarksville (Ohio)
Clarksville és una població dels Estats Units a l'estat d'Ohio. Segons el cens del 2000 tenia 497 habitants.

## Demografia
Segons el cens del 2000, Clarksville tenia 497 habitants, 191 habitatges, i 136 famílies. La densitat de població era de 391,6 habitants per km².
Dels 191 habitatges en un 40,3% hi vivien nens de menys de 18 anys, en un 51,8% hi vivien parelles casades, en un 13,1% dones solteres, i en un 28,3% no eren unitats familiars. En el 22,5% dels habitatges hi vivien persones soles el 6,3% de les quals corresponia a persones de 65 anys o més que vivien soles. El nombre mitjà de persones vivint en cada habitatge era de 2,6 i el nombre mitjà de persones que vivien en cada família era de 3,02.
Per edats la població es repartia de la següent manera: un 28,2% tenia menys de 18 anys, un 9,7% entre 18 i 24, un 33,8% entre 25 i 44, un 18,3% de 45 a 60 i un 10,1% 65 anys o més.
L'edat mediana era de 31 anys. Per cada 100 dones de 18 o més anys hi havia 89,9 homes.
La renda mediana per habitatge era de 32.250 $ i la renda mediana per família de 39.375 $. Els homes tenien una renda mediana de 31.875 $ mentre que les dones 21.328 $. La renda per capita de la població era de 14.448 $. Aproximadament el 6,2% de les famílies i el 9% de la població estaven per davall del llindar de pobresa.

## Poblacions més properes
El següent diagrama mostra les poblacions més properes.